# Robert Eduard Prutz

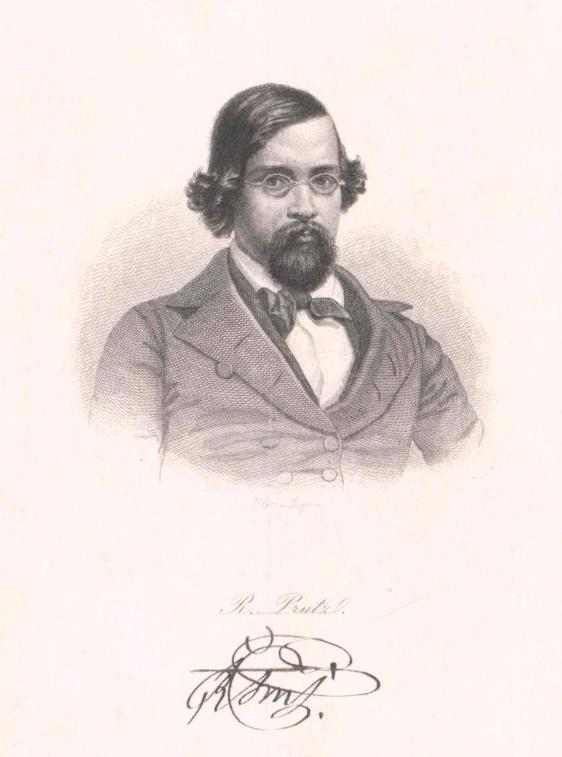
Robert Prutz

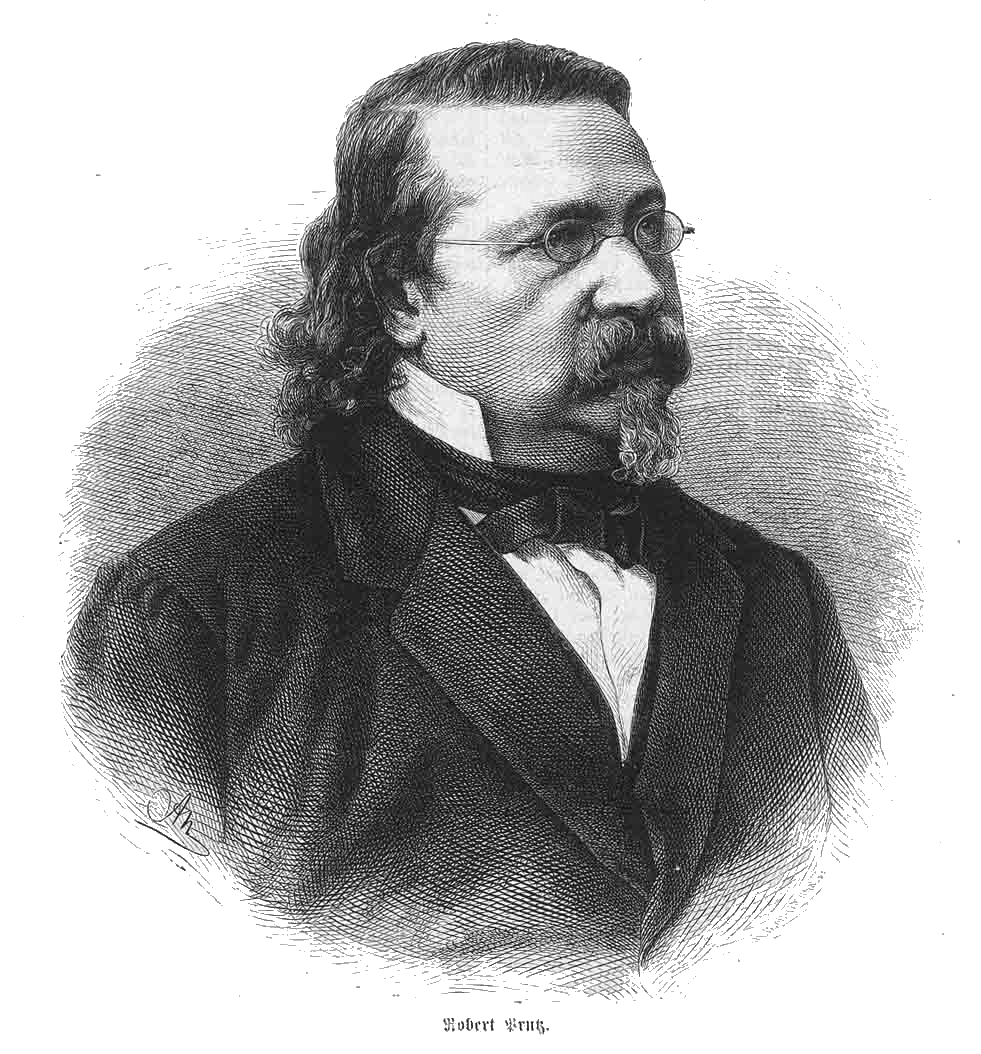
Robert Prutz 1870

Robert Eduard Prutz (* 30. Mai 1816 in Stettin; † 21. Juni 1872 ebenda) war ein deutscher Schriftsteller, Dramatiker, Pressehistoriker und einer der markantesten Publizisten des Vormärz.

## Leben

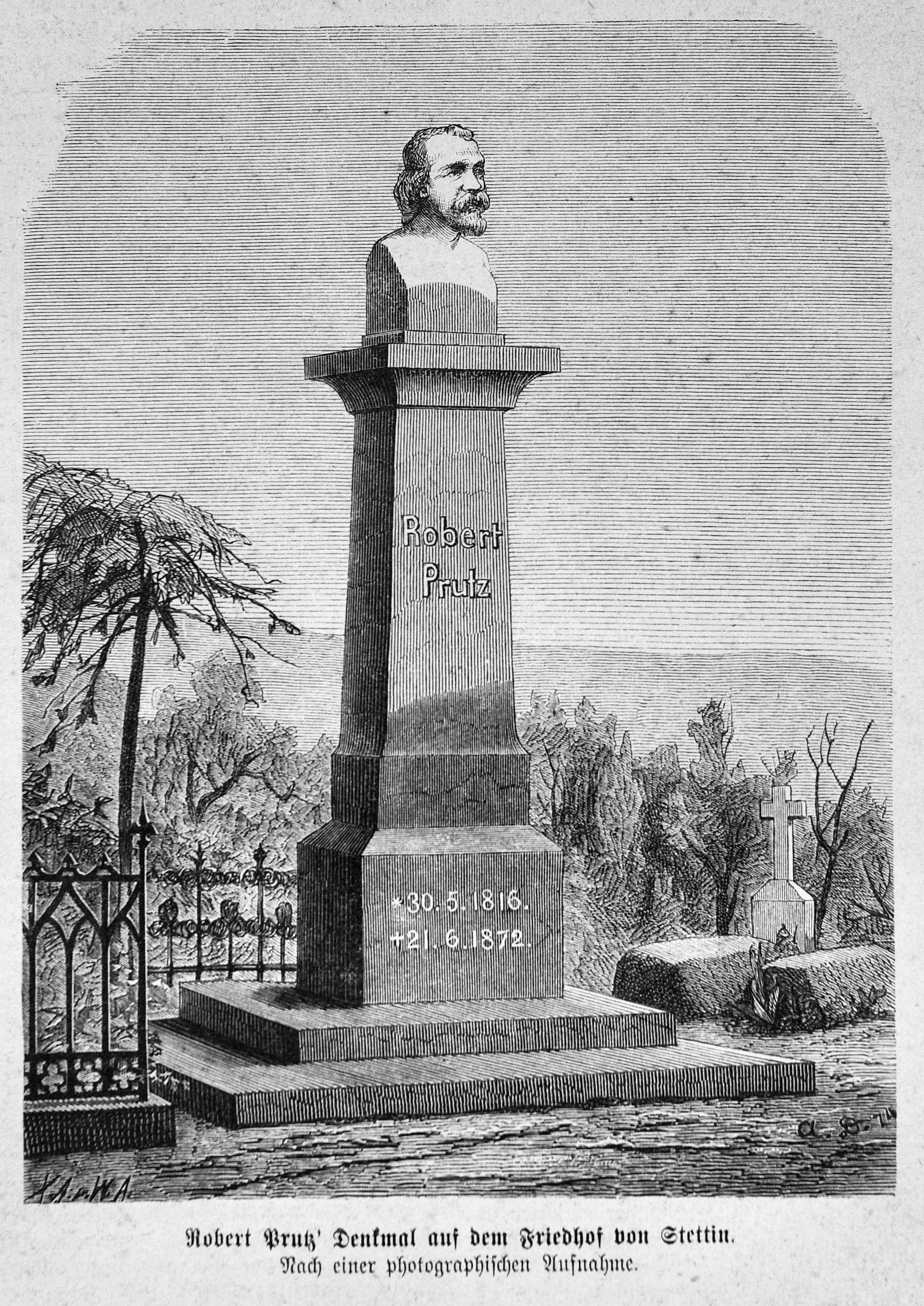
Robert Prutz’ Denkmal auf dem Friedhof zu Stettin,
1875 in der Zeitschrift Die Gartenlaube

Robert Prutz – Sohn eines Kaufmanns – besuchte in Stettin das Marienstiftsgymnasium. Anschließend studierte er von 1834 bis 1838 Philologie in Berlin, Breslau und Halle. 1837 wurde er Corpsschleifenträger der Borussia Halle. Das Corps verlieh ihm später die Ehrenmitgliedschaft.
Er wurde ein engagierter Literaturwissenschaftler und Dichter, Dramaturg und Universitätsprofessor. Mit Adelbert von Chamisso arbeitete er am Musenalmanach und der Rheinischen Zeitung und gab in Halle gemeinsam mit Arnold Ruge die Hallischen Jahrbücher heraus. Wegen seiner radikalen Ansichten politisch verdächtig, zog er sich nach Jena zurück, wo er 1841 die Abhandlung Der Göttinger Dichterbund verfasste. Wegen seiner Kritik an der Zensur wurde er der Stadt verwiesen. 1843 bis 1848 war er Herausgeber des Literaturhistorischen Taschenbuchs. Seine 1845 verfasste dramatische Satire Die politische Wochenstube brachte ihm eine Anklage wegen Majestätsbeleidigung ein, die durch Alexander von Humboldts Vermittlung niedergeschlagen wurde. 1846 lehrte er in Berlin, war 1847 Dramaturg in Hamburg und 1849 bis 1859 außerordentlicher Professor für Literatur in Halle. 1851 bis 1866 gab er unter dem Titel Deutsches Museum eine Zeitschrift für Literatur, Kunst und öffentliches Leben heraus.
1857 zog er wieder in seine Heimatstadt Stettin. 1862 erlitt er einen ersten Schlaganfall; an den Folgen eines zweiten Schlaganfalls starb Robert Prutz im Jahre 1872.
Sein Sohn Hans Prutz war Historiker und Hochschullehrer.

## Pereant die Liberalen
(Pereant = Mögen sie untergehen)
 Pereant die Liberalen,

 Die nur reden, die nur prahlen,

 Nur mit Worten stets bezahlen,

 Aber arm an Taten sind:

 Die bald hier-, bald dorthin sehen,

 Bald nach rechts, nach links sich drehen,

 Wie die Fahne vor dem Wind:

 Pereant die Liberalen!

 Pereant die Liberalen,

 Jene blassen, jene fahlen,

 Die in Zeitung und Journalen

 Philosophisch sich ergehn:

 Aber bei des Bettlers Schmerzen,

 Weisheitsvoll, mit kaltem Herzen,

 Ungerührt vorübergehn:

 Pereant die Liberalen!

 Pereant die Liberalen,

 Die bei schwelgerischen Mahlen

 Bei gefüllten Festpokalen,

 Turm der Freiheit sich genannt,

 Und die doch um einen Titel,

 Zensor werden oder Büttel

 Oder gar ein Denunziant:

 Pereant die Liberalen!
Robert Prutz, 1845

## Werke

### Lyrik
- Der Rhein (1840) archive.org
- Ein Märchen (1841)
- Gedichte (1841)
- Rechtfertigung (1842)
- Was wir wollen (1842)
- Lügenmärchen (1842)
- Aus der Heimat (1858)
- Neue Gedichte (1860)
- Herbstrosen (1865)
- Buch der Liebe (1869)

### Romane
- Das Engelchen. Roman (3 Bände, 1851) Dritter Theil – books.google.com
- Felix. Roman (2 Bände, 1851)
- Der Musikantenthurm. Roman in fünf Büchern (3 Bände, 1855)
- Helene. Ein Frauenleben (3 Bände, 1856) Band 2 Digitalisat
- Oberndorf (3 Bände, 1862) Erster Theil – Internet Archive

### Beiträge zur Literaturgeschichte und -kritik
- Die politische Poesie der Deutschen (1845)
- Vorlesungen über die Geschichte des deutschen Theaters (1847)
- Ludwig Holberg (1857)
- Die deutsche Literatur der Gegenwart (1859) Zweite Auflage, Band 1, 1870 – Internet Archive
- Menschen und Bücher (1862)

### Beiträge zur Pressegeschichte
- Geschichte des deutschen Journalismus. Zum ersten Male vollständig aus den Quellen gearbeitet. Erster Theil. Verlag C. F. Kius, Hannover 1845 (ein Faksimiledruck erschien 1971 bei Vandenhoeck & Ruprecht in Göttingen)

### Herausgeber
- Literarhistorisches Taschenbuch. Hrsg. von R. E. Prutz.
  1. Erster Jahrgang. Leipzig: Wigand 1843
  2. Zweiter Jahrgang. Leipzig: Wigand 1844
  3. Dritter Jahrgang. Hannover: Kius 1845
  4. Vierter Jahrgang. Hannover: Kius 1846
  5. Fünfter Jahrgang. Hannover: Kius 1847
  6. Sechster Jahrgang. Hannover: Kius 1848
- Deutsches Museum. Zeitschrift für Literatur, Kunst und öffentliches Leben. Brockhaus, Leipzig 1851–1867. Hrsg. von Robert Prutz u. Wilhelm Wolfsohn, (ab Oktober 1851:) Robert Prutz, (ab 1866:) Robert Prutz u. Karl Frenzel (Dritter Jg. 1853 – Internet Archive)

### Zeitschriftenbeiträge
- Ein literarischer Doppelgänger. In: Die Gartenlaube. Heft 52, 1868, S. 832 (Volltext [Wikisource]).

### Postume Ausgaben
- Prosa und Lyrik. Hrsg. v. Heinrich Leber. Leipzig: Reclam, 1961.
- Schriften zur Literatur und Politik. Ausgew. u. m. einer Einf. hrsg. v. Bernd Hüppauf. Tübingen: Niemeyer, 1973.
- Zwischen Vaterland und Freiheit. Eine Werkauswahl. Hrsg. u. kommentiert v. Hartmut Kircher. Mit einem Geleitwort v. Gustav W. Heinemann. Köln: Leske, 1975.